# 解州直隶州
解州直隸州，清代設置的直隶州。

解州在山西省的位置（1820年）

明代為平阳府屬州，領五縣。清朝雍正二年（1724年）升，割聞喜縣易其垣曲縣，尋並隸絳州直隸州。領五縣：安邑縣、夏縣、平陸縣、芮城縣。清朝考评：繁，難。河東道兼鹽法駐安邑運城。。辛亥革命后，全国废府州厅改县，改为解县。

## 历任知州
光绪三年 马丕瑶